# رادکوویتسه (ناحیه پلزن-جنوبی)
رادکوویتسه (به چکی: Radkovice) یک منطقهٔ مسکونی در جمهوری چک است که در Plzeň-South District واقع شده‌است. رادکوویتسه ۳٫۳۲ کیلومتر مربع مساحت و ۱۰۳ نفر جمعیت دارد و ۳۸۷ متر بالاتر از سطح دریا واقع شده‌است.